# Mallinella bicolor
Mallinella bicolor är en spindelart som först beskrevs av Jean-François Jézéquel 1964.  Mallinella bicolor ingår i släktet Mallinella och familjen Zodariidae.
Artens utbredningsområde är Elfenbenskusten. Inga underarter finns listade i Catalogue of Life.